# История баргутов до 1734 года
История баргутов до 1734 года — история этнической группы Внутренней Азии, которая известна как «байырку» в древнетюркских источниках, «баегу» в китайских и «баргу» в монгольских.

## Ранняя история

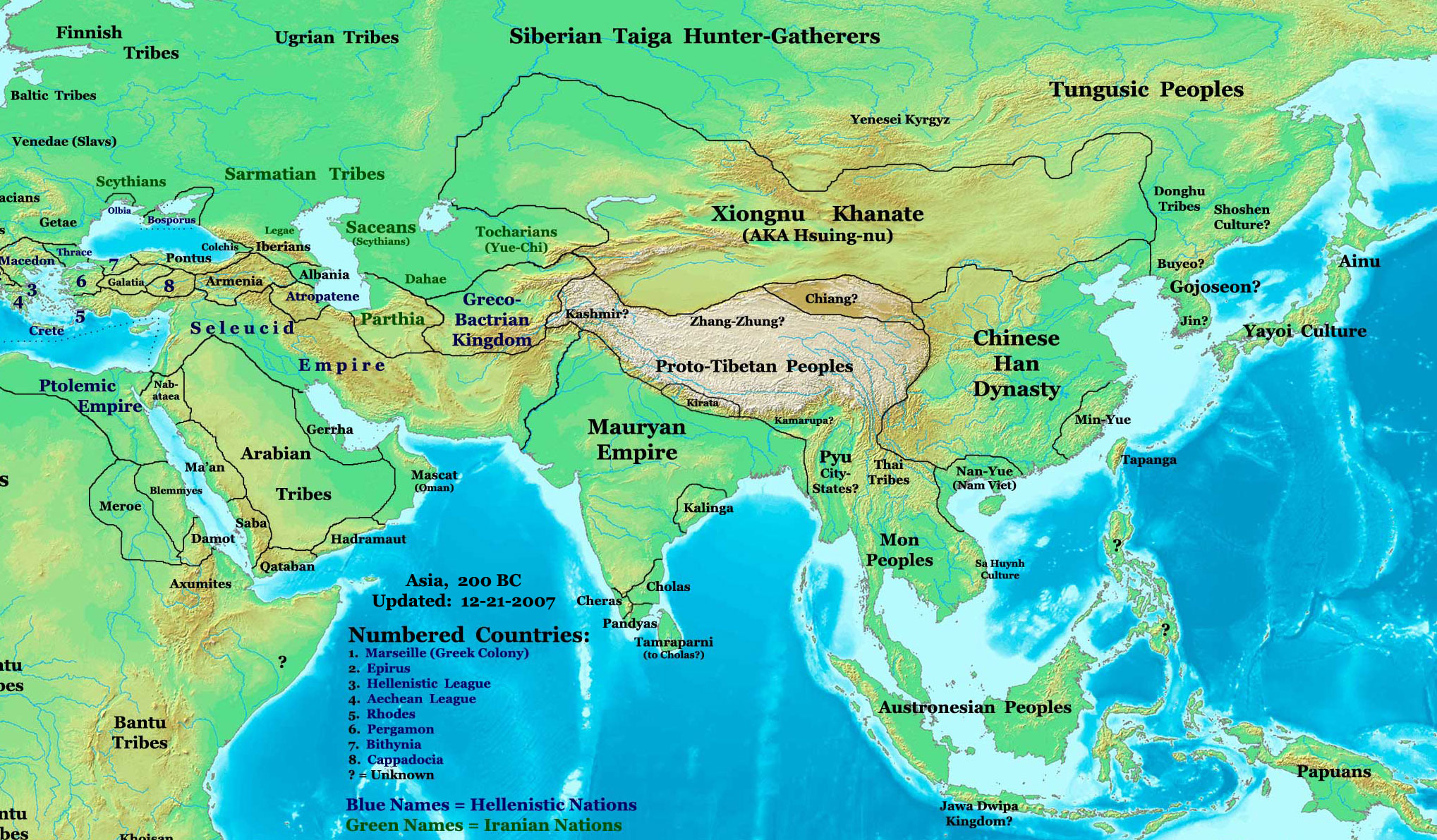
Восточное полушарие 200 г. до н. э.
Хуннская империя в Центральной Азии

Первые сведений о динлинах появились в источника IV—III вв. до н. э. Около 201 года до н. э. правитель хуннов Модэ покорил динлинов. Около 72 года до н. э. динлины, свергнув хуннскую власть, напали на них с севера, ухуаньцы вступили в их земли с востока, усуньцы с запада. Начиная с 63 года до н. э. динлины совершили серию набегов на хуннские владения, которые длились в течение 3 лет. В 56 году до н. э. хуннское государство распалось на две части: восточную и западную. В 48 году до н. э. динлины были покорены западной ветвью хуннов. В 46 году н. э. происходит новый раскол хуннской державы, уже на северных и южных. Причём южная часть находилась в той или иной форме зависимости от Китая всё своё существование, а северная постепенно ослабевала, находясь в постоянных конфликтах со своими соседями. Наиболее сильное поражение от сяньби они понесли в 93—94 годах, а в 151—155 годах хунну были окончательно вытеснены на запад создателем сяньбийской империи Таньшихуаем. Где-то в промежутке с 155 по 166 год им же были разбиты динлины, причём поражение, вероятно, было настолько сильным, что с этого момента они нигде больше не упоминаются довольно продолжительное время.

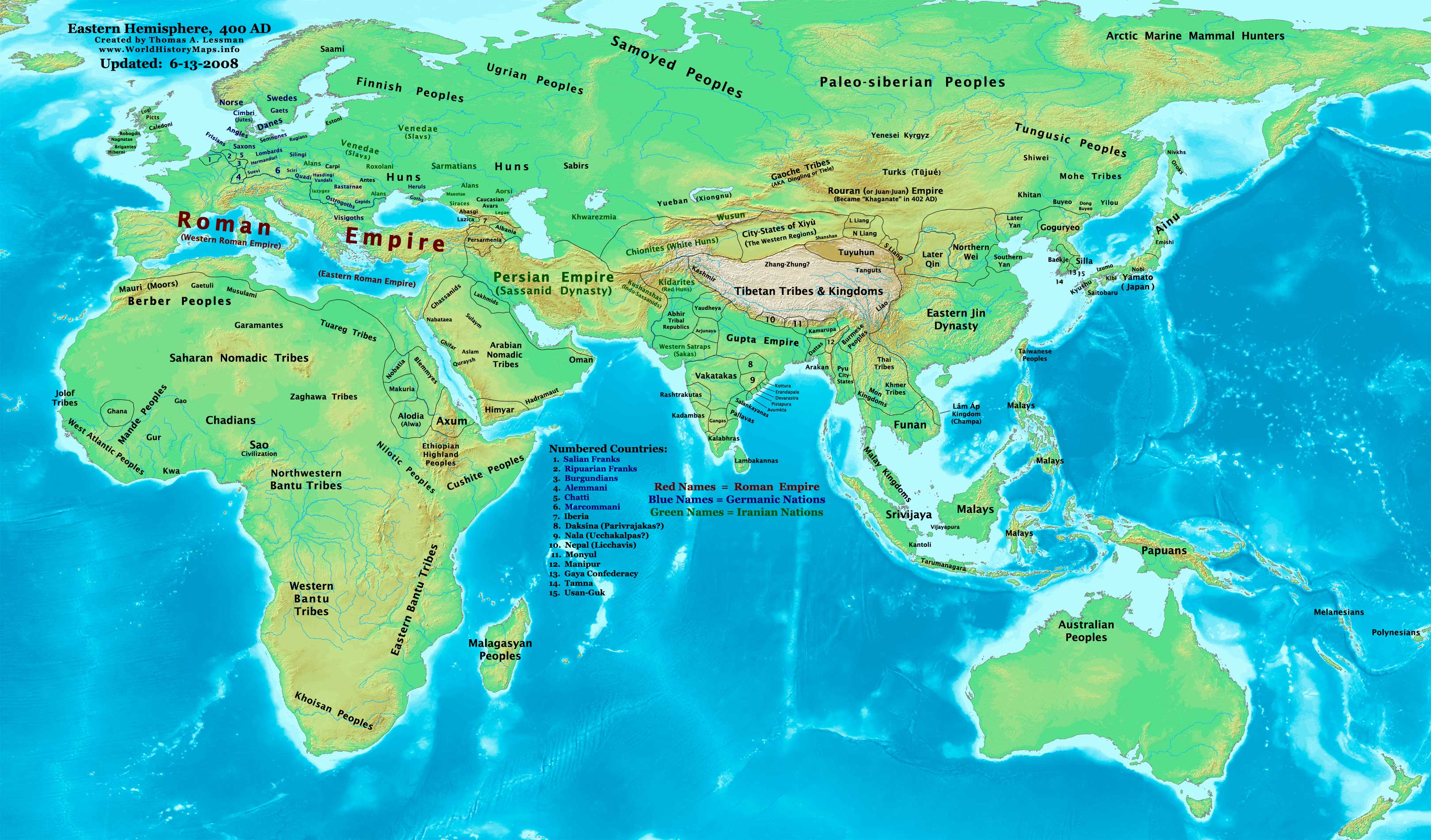
Восточное полушарие 400 г. н.эры.
Государство Гаоцзюй в северу от Тибета и западнее совр. Монголии

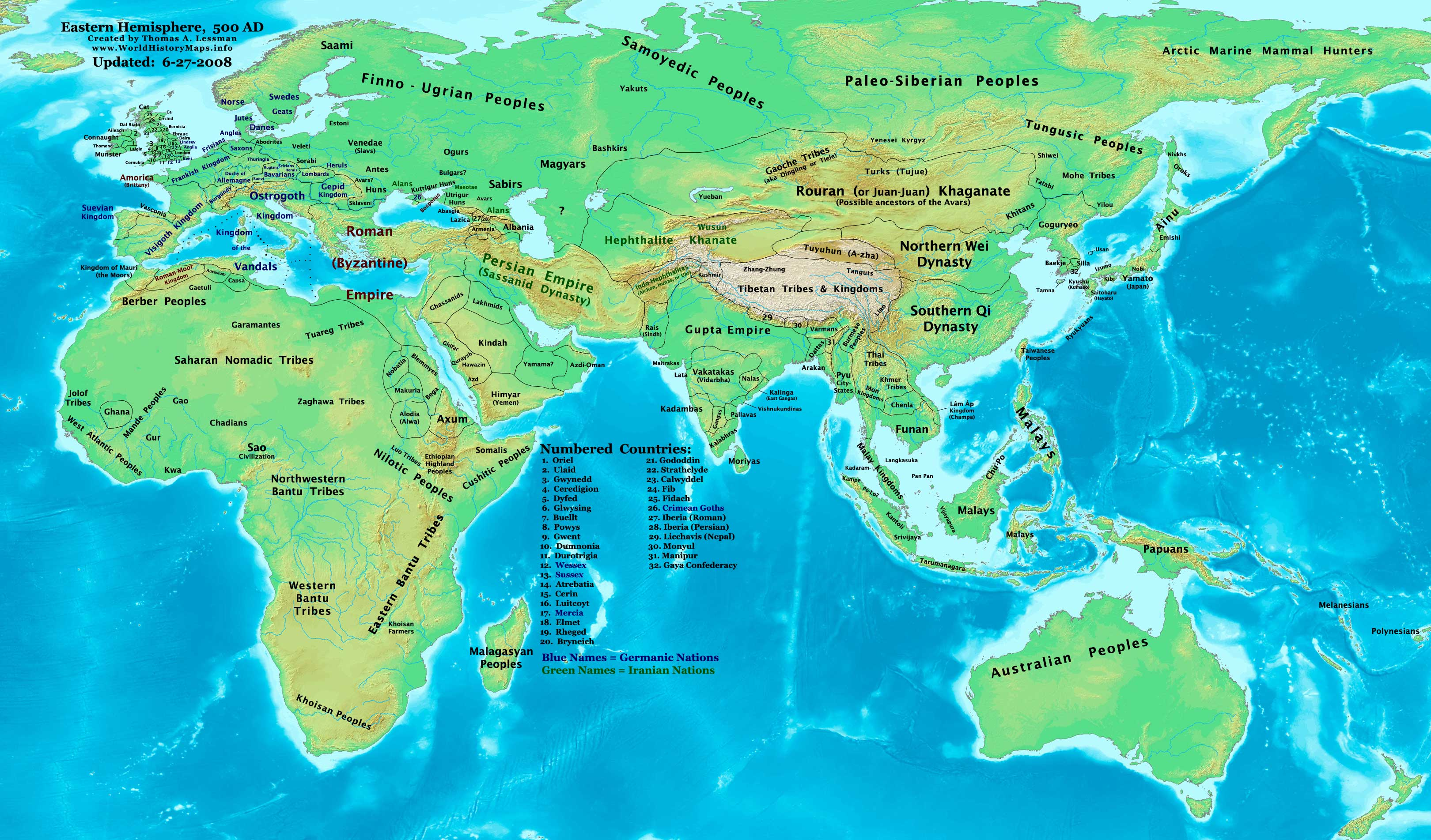
Восточное полушарие 500 г. н. э.
Жужаньский каганат на территории Внутренней Азии

В III—IV веках в китайских династических хрониках появляется название гаогюй (другое чтение — гаоцзюй, гаочэ; букв.: «высокие телеги»; самоназвание — огуры или огузы) относящийся к объединению, которое возникло судя по их мифологии от хуннов, хотя вероятней всего с ними больше связаны племена динлинов. В конце IV века начинаются конфликты гаогюй с жужанями и в 402 году правитель жужаней Шэлунь, покорив большинство «племён» гаогюй, переселяет их на земли, находящиеся вблизи своей столицы Пинчен. В 487 году гаогюй, возглавляемые Афучжило, главой «рода» фуфоло, подняли восстание против своего сюзерена — жужаньского правителя, и ушли в верховья Иртыша, основав там государство Гаоцзюй. Гаоцзюй в начале своего существования разделилось на два независимых удела: северный и южный. Южный удел вскоре стал объектом постоянных нападений эфталитов и, в конце концов, был уничтожен. Поражение также постигло северный удел. Тем не менее, государственность гаогюй была сохранена эфталитами, так как служила удобным буфером между ними и жужанями.
Начиная с V века в китайских источниках гаогюйское объединение «племён» начинают называть теле (от слова тегрег — «тележники»). В первой половине VI века возобновились войны между жужанами и теле, которые способствовали ослаблению обеих сторон. Во время этих войн в 543 году тюрки помогли жужаням одолеть теле. Последующий за этим конфликт тюрков с телесцами в 548—551 годах завершился подчинением теле тюркам. Практически сразу же после этого в 552 году тюрки, усилив свою армию 250 000 телесцами, напали на жужаней и вскоре разгромили их, после чего предводитель тюрков Бумын из династии Ашина был объявлен ильханом и, таким образом, был создан Тюркский каганат. Уничтожение Жужаньского каганата в 555 году позволило некоторым «племенам» теле занять земли у Байкала и Керулена. Согласно книге Суй в этот период число «племён» теле достигало 40, каждое из которых был расселено в одном из 7 регионов. Так, в регионе к северу от реки Туул, наряду с рядом «племён», упоминаются и баегу. Также значительная часть «племён» мигрировала на запад, в степи Казахстана и Юго-Восточной Европы, хотя тождество огузов на востоке и западе Центральной Азии может вызывать сомнения из-за самого характера их этнонима.

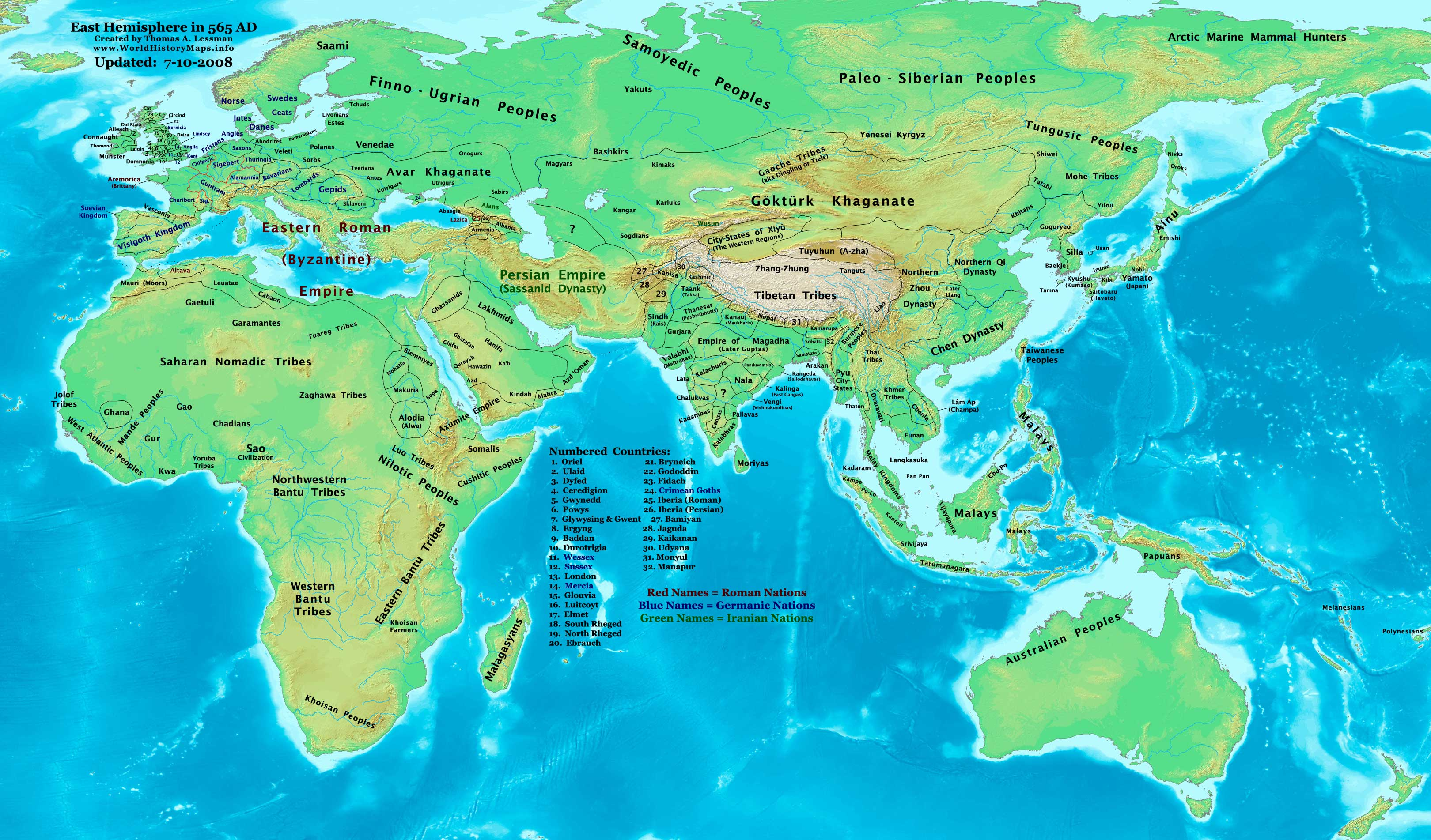
Восточное полушарие 565 г. н. э.
Тюркский каганат до его распада в Центральной Азии

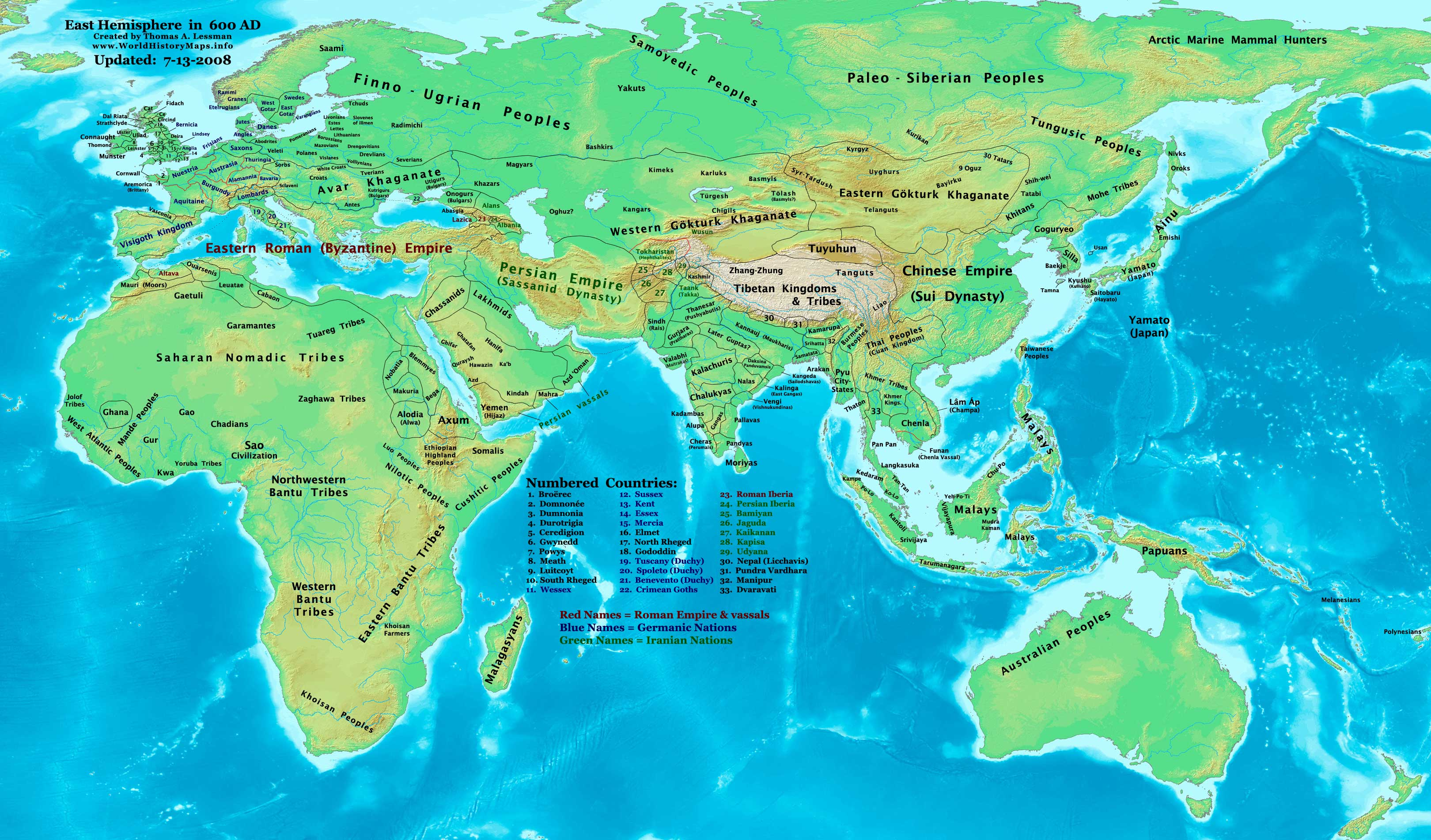
Восточное полушарие 600 г. н. э.
Западно-тюркский каганат и Восточно-тюркский каганат в западной и восточных частях Центральной Азии

В период с 582 по 603 год Тюркский каганат, раздираемый внутренними противоречиями, распался на две части: Западно-тюркский и Восточно-тюркский каганаты. Племена теле оказались разделёнными между двумя каганатами. В 605 году западнотюркский Чурын-каган казнил несколько сотен глав «племён» теле. Это привело к восстанию, давшему им на короткий промежуток независимость от западных тюрок, продлившееся до 611 года. В 628 году часть этих теле во главе с «племенем» сеяньто перекочевала на территорию Восточно-тюркского каганата, где соединилась с другими теле и основала конфедерацию телеских «племён». Уже через два года эта конфедерация вместе с империей Тан положила конец существованию Восточно-тюркского каганата.
На основе прежней конфедерации телесских «племён» во главе с сеяньто был образован Сеяньтоский каганат. Однако, господство сеяньто вызвало недовольство ряда «племён» теле. В 642 году разразилась война между сторонниками сеяньто и их противниками. Из этой группы оппозиционных сеяньто «племён» сформировалось политическое объединение тогуз-огузов, ведущую роль в котором играли юаньхэ-хойху. Танская династия, боясь усиления Сеяньтоского каганата, начала поддерживать тогуз-огузов. После чего в 646 г. Сеяньтоский каганат перестал существовать, а тогуз-огузы признали свою номинальную зависимость от империи Тан. Самостоятельность выразилась в том, что в 647 г. глава уйгуров принял титул кагана, создав фактически I Уйгурский каганат. Попытка прямого контроля танским Китаем тогуз-огузов вылились в войну, в которой активное участие принимали байырку. Изначально в 660—661 гг. танские войска одержали ряд побед над сыцзе, баегу, пугу и тунло, но через год они понесли огромные потери из-за голода и морозов вторгшись в долину Селенги. В результате уйгуро-танская война 660—663 гг. была проиграна и танский император вынужден был окончательно признать существование их независимого государства
В 679 году тюрки, сбежавшие от мести своих прежних подданных телесцев в Китай, подняли там восстание и переселились обратно на свои прежние кочевья. И уже через пару лет на реке Туул ими были разбиты войска тогуз-огузов, что явилось концом государства телесских «племён». Они снова попали в зависимость от тюрков, создавших новый каганат в степях Монголии. Возрождение государства восточных тюрков привело к миграции части тогуз-огузов («племена»: хойху, киби, сыцзе и хунь) в район Эдзин-гола, Лянчжоу и Ганьчжоу (Хэсийский коридор).

## Уйгурский каганат

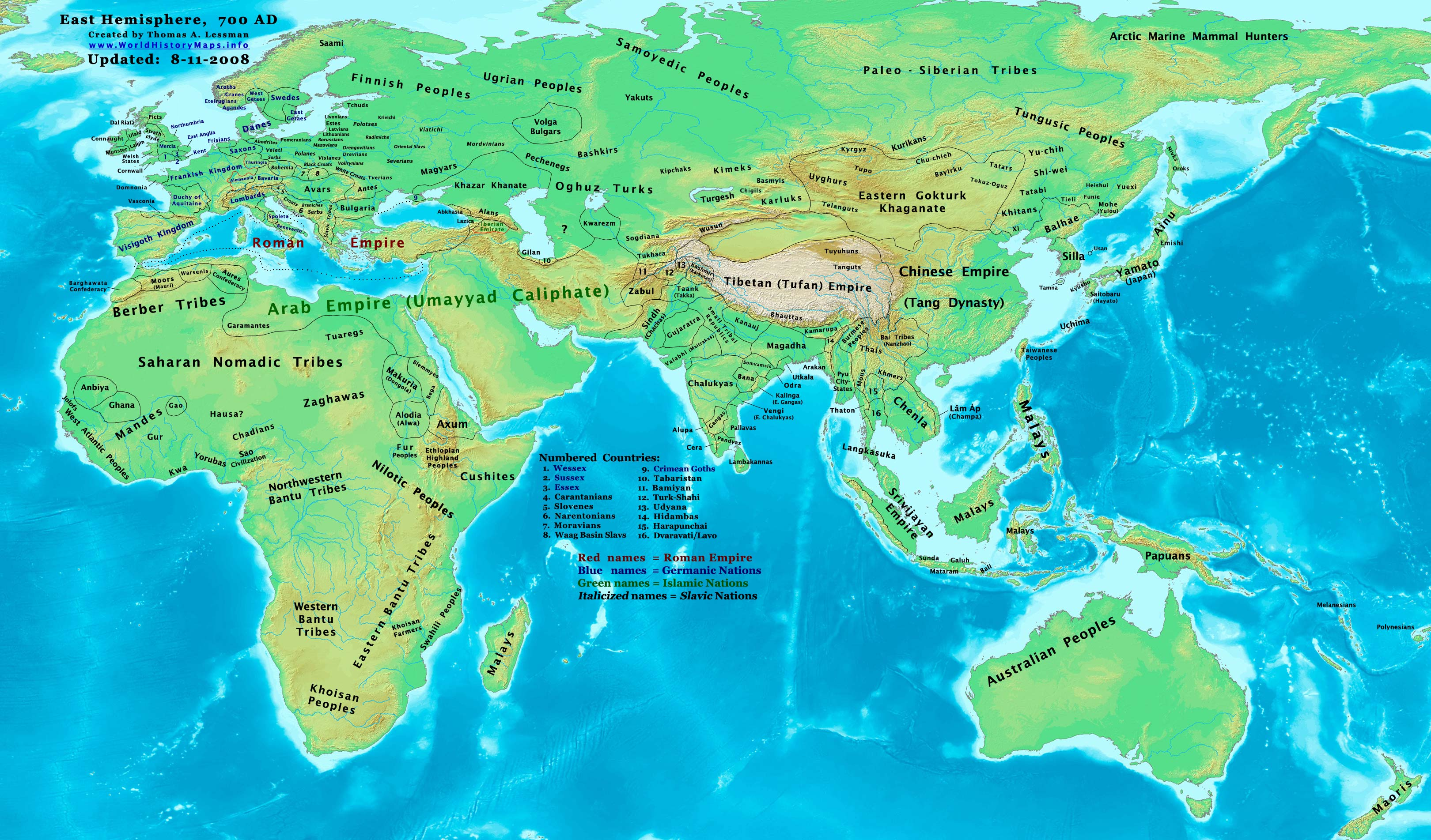
Восточное полушарие 700 г. н. э.
Второй Восточно-тюркский каганат в восточной части Центральной Азии

Через некоторое время во Втором Восточно-тюркском каганате начались восстания народов (карлуки, басмалы, кидани, теле) подчинённых восточным тюркам. В 706 году байырку начали серию выступлений тогуз-огузов в битве при озере Тюрги-Яргун, но потерпели поражение. После убийства кагана восточных тюрков Капагана в 716 году одним из отрядов байырку, тогуз-огузы ушли в Китай. Хотя некоторые заселявшие северные окраины «племена» теле, как курыканы и дубо, которые не участвовали в восстании, остались на своих землях, но всё же большая часть, в основном тогуз-огузы «племён» хойху, тонгра, байырку и пyгy, вынуждена была бежать. Поселившись в Китае, тогуз-огузы продолжали участвовать в боевых действиях против тюрок на стороне Тан. В частности, известно об их участии, наряду с басмалами, киданями и татабами, в походе танской армии Ван Цзюня против тюрков в 718—720 годах. Но в 727 году из-за произвола губернатора провинции, в которой были расселены тогуз—огузы, они восстали. После непродолжительной борьбы с войсками Тан они были вынуждены уйти обратно на территорию Восточно—тюркского каганата.
Через несколько лет после переселения тогуз-огузов внутренняя стабильность, которая была во времена расцвета Второго Восточно-тюркского каганата в период правления Тенгри кагана, сменилась борьбой за власть между различными представителями тюркской элиты. Это дало возможность тогуз-огузам, карлукам и басмалам восстать в 742 году. В том же году они нанесли тюркам сокрушительное поражение. Вскоре глава басмалов стал каганом, а главы тогуз-огузов и карлуков провозгласили себя западным и восточным ябгу. После серии поражений, последовавших за этим, тюрки уже не представляли серьёзной угрозы, а антитюркская коалиция из трёх народов лишилась своего главного врага. И уже в 744 году тогуз-огузы и карлуки напали на басмалов, подчинив их. Последовавшая за этим смерть последнего восточнотюркского кагана Баймэй-хана, который был убит во время битвы его войск с тогуз-огузами, позволила в 745 году Куллыг Бойла из клана яглакар тогуз-огузского «племени» хойху (уйгуры) провозгласить себя каганом. Однако, такое положение не устраивало карлуков и в 746 году они бежали в Тюргешский каганат. Таким образом, в 745 году был создан Уйгурский каганат, государство названное этнонимом крупнейшего из «племён» теле хойху (уйгуров), в том числе тогуз-огузов. После этого во всех последующих источниках исчезают названия «теле» и «тогуз-огузы».

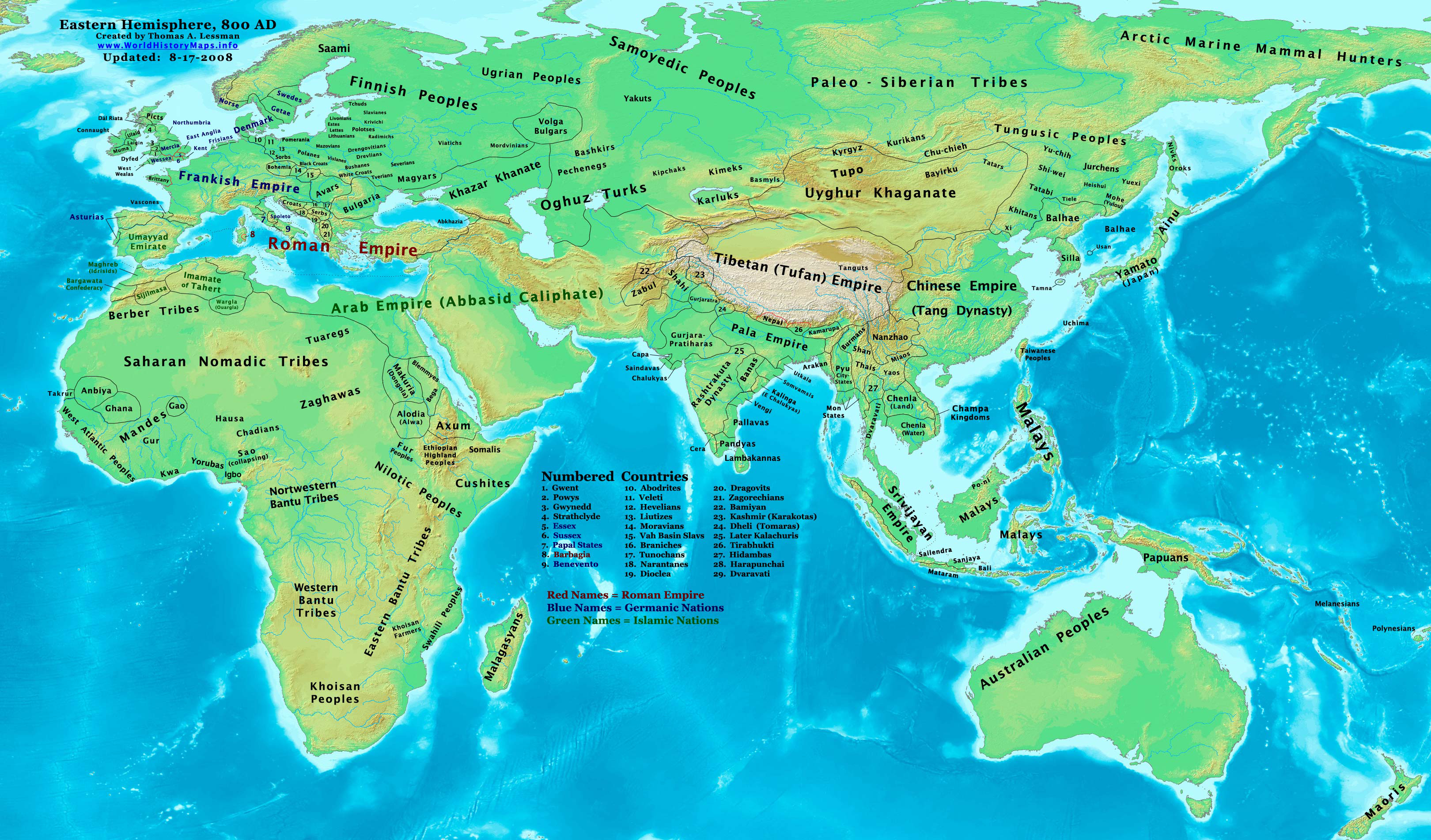
Восточное полушарие 800 г. н. э.
Уйгурский каганат в северо-восточной Азии

В 747 году умер первый каган нового государства и наружу вылезает то, что было скрыто авторитетом Куллыг Бойла, а именно отсутствие какого-либо приоритета в знатности князей из «рода» Яглагар над другими правящими династиями тогуз-огузских «племён». В результате, в том же году разразилась война за престол кагана между сторонниками сына Куллыг Бойла Моян-чура, в основном это были хойху, и главы байырку Тай Бильге-тутука, возглавивших все остальные «племена» тогуз-огузов, прозванные сегиз-огузами (букв. «восемь племён»). Борьба за престол между двумя партиями длилась около трёх лет и завершилась в 749 году победой Моян-чура.
В результате похода в долину Енисея в 750—751 годах Моян-чур завоевал племя чиков. В 754—755 годах байырку ещё раз попробовали побороться за власть, но опять потерпели поражение. После этого они уже не выступали против Яглакаров. В 756 году Моян-чуром были окончательно покорены часть карлуков и басмалы в результате войны, которая длилась с 752 года. Через два года были подчинены кыргызы, с которыми уйгуры вступили в конфронтацию в 751 году, когда они после заключённого договора с карлуками попытались спровоцировать восстание чиков.
Тем временем, в 755 году в Китае вспыхнуло восстание во главе с цзедуши Ань Лушанем, в подавлении которого войска Уйгурского каганата приняли активное участие. Каганат получил огромные прибыли в виде подарков, дани и пограничной торговли, что в конечном итоге сказалось на спокойствии внутри государства и содействовало упрочнению власти молодой династии.
В 764 году, через два года после завершения восстания Ань Лушаня, началось другое. Его руководителем был Пугу Хуайэнь, человек имевший уйгурское происхождение и завоевавший большой авторитет во время восстания Аня. Восстание началось после того, как он был обвинён в подготовке к бунту евнухами при дворе императора Тан. Огромный авторитет не только в своих войсках, но и в Уйгурском каганате позволил ему поднять восстание, призвав на помощь уйгуров и тибетцев. Неизвестно к чему бы привело восстание, но в 765 году Пугу Хуайэнь внезапно умер, без него военные действия уйгуров в Китае не имели смысла и вскоре они заключили соглашение с Тан и помогли им изгнать тибетцев. Наряду с военными трофеями из Китая Бегю-каган привёз с собой проповедников манихейства, которые ещё в 762 году обратили его в свою религию. После чего Бегю-каган сменил государственную религию с буддизма, который был таковым с 605 года, на манихейство. Рост влияния новой религии, а также связанных с ним согдийцев, вызвал недовольства и в 779 году произошёл переворот, сделавший новым каганом Дуньмагу. После его смерти в 789 году каганом стал его сын, но не в порядке престолонаследия, а в результате избрания его знатью, с этого момента Уйгурский каганат становится выборной монархией.
Уход тибетцев из Китая не был окончательным и в 767 году они начали войну с империей Тан, которая через 4 года завершилась фактической победой Тибета. В 784 году войска Тибета снова напали на Китай, позднее в новую войну на стороне последних вступил Уйгурский каганат. Тогда тибетские дипломаты начали активно подговаривать народы, находящиеся в зависимости от уйгуров, к восстанию. В 789 году против уйгуров подняли восстание заселявшие Джунгарию карлуки, шато, тюргеши и прочие. Воспользовавшись этим, войска Тибета на год заняли один из крупнейших городов Уйгурского каганата Бишбалык. В этот же период восстали кыргызы, поддерживающие тесные контакты с карлуками и тибетцами. К 795 году восставшие народы были усмирены, за исключением шатов, которые ушли вместе с тибетскими войсками. Но военные столкновения с Тибетом продолжались до заключения мирного договора в 822—823 годах.
Приблизительно в 820 году предводитель кыргызов Ажэ принял титул кагана и объявил войну своему прежнему сюзерену, уйгурскому кагану. В 840 году, после того как у их противников в очередной раз насильно сменилась власть, кыргызы с помощью уйгура Кучлук Мокэ захватили и сожгли Орду-Балык, столицу Уйгурского каганата. Немаловажной причиной быстрого разгрома Уйгурского каганата послужила необычайно снежная зима и последующего за ней неурожай, голод и моровая язва Также можно выделить нападения шато на Уйгурское государство, а также восстание карлуков..
Разгром Уйгурского каганата кыргызами вызвал миграцию большей части уйгуров. Можно выделить пять главных направлений миграции уйгуров после 840 года: «1) северо-восточное — в районы Забайкалья, к народу большие шивэй; 2) восточное — в районы киданей; 3) южное, разделённое на два направления, а именно: а) к границам Китая — в район большой излучины реки Хуанхэ и немного восточнее этого района — к Великой китайской стене; б) Приалашанье (восточная часть современной Ганьсу) и Принаньшанье — в долину реки Эдзингол; все эти территории входили в состав тибетского государства; 4) юго-западное — в Турфанский оазис и в район Кучи, 5) западное — в Джунгарию и Семиречье — район, контролируемый карлуками».

## Баргуджин-Токум
После распада Уйгурского каганата, по мнению некоторых учёных, курыканы находились в зависимости от Кыргызского каганата. Об этом говорят некоторые сохранившиеся памятники письменности, где говорится о завоевании курыкан. Также существуют свидетельства, где они упоминаются в числе каштымов кыргызов. Хотя существуют и иные письменные свидетельства, которые указывают, что страна кыргызов простиралась на восток «до гулигани» (курыкан), то есть получается, что по этим данным курыканы не входили в Кыргызский каганат. Об этом также говорит и отсутствие археологических материалов, свидетельствующих о присутствии кыргызов в Прибайкалье. По всей вероятности, в период наивысшего подъёма военного могущества кыргызов в середине IX века курыканы могли признавать свою номинальную зависимость от Кыргызского каганата.
О судьбе байырку после распада Уйгурского каганата нет определённых данных, во всяком случае они не упоминаются среди телесских «племён», ушедших куда-либо. Нет сведений и об их подчинении кыргызам и киданям. По всей вероятности они продолжали населять отдельные районы Забайкалья. Позднее, в связи с «киданьским натиском», ареал байырку был стеснён и сдвинут, а в дальнейшем расширен с переходом на западную сторону Байкала, и его местоположение стало осмысливаться по обе стороны озера, позднее даже преимущественно как Предбайкалье.

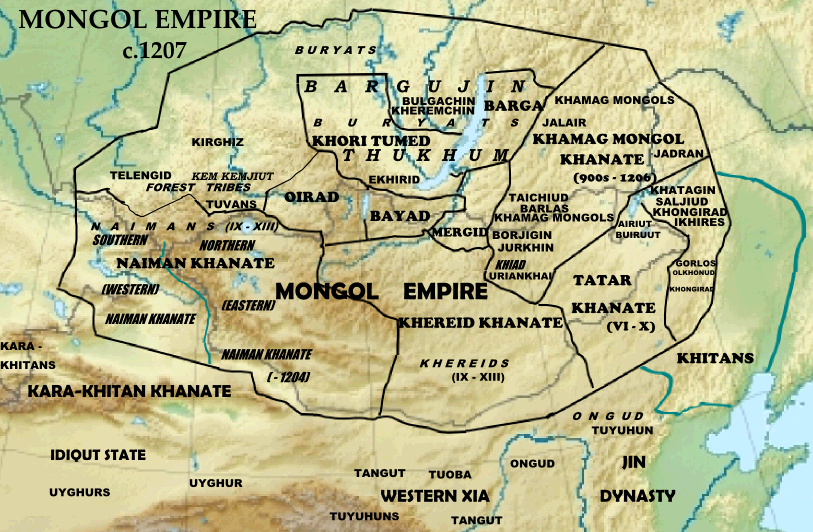
Монгольская империя в 1207 году

В первой половине II тыс. н. э. баегу (байырку) известны под названием баргуты. Рашид ад-Дин отмечает, что «племена» баргут, хори, тулас и ответвившихся от них тумат близки друг другу и все они называются баргутами. Также он упоминает, что они населяли страну Баргуджин-Токум, в пределах которого также находилось множество других «племён», таких как ойрат, булагачин, кэрэмучин, хойин-урянка. Население Баргуджин-Токума было известно под общим именем хойин-иргэн.

## Монгольский период
В 1207 году Чингисхан отправил своего сына Джучи вместе с войсками правого крыла для покорения «лесных народов». Первыми ему покорились ойраты, которые не обладали значительными силами для сопротивления. В дальнейшем предводитель ойратов Худуга-беки активно помогал Джучи служа ему проводником при покорении остальных «лесных народов». Впоследствии потомкам Худуга-беки было предоставлено право заключать браки с представителями золотого
рода. Присоединение баргутов к монгольскому государству прошло мирно. Хотя хори-туматы были неоднократно упомянуты в «Сокровенном сказании монголов» и летописи Рашид-ад-Дина в связи с восстаниями, причиной которого послужило нежелание подчиняться требованию Чингисхана выдать девушек для гарема своих военачальников.
Младший сын Чингисхана Толуй получил в удел от отца тысячи мангутского Джэдай-нойона и джалаирского Бала-нойона, а также кочевья между Алтаем и Байкалом, и по реке Енисей. Поэтому «лесные племена», в составе которых находились тубасы, кыргызы, ойраты и баргу, стали улусом Толуя. После смерти Толуя его сын Ариг-Буга унаследовал часть его улуса населённую «лесными племенами». Среди многих подвластных племен Ариг-Бугэ ойраты сохраняли высокий статус, полученный благодаря помощи при покорении остальных «лесных племен», и постепенно ойратами стали называть и другие «лесные племена». Ариг-Буга с Хубилаем начали борьбу за престол великого хана, которое закончилось смертью первого. Борьбу за великоханский престол с Хубилаем продолжил Хайду, внук Угэдэя. Длительная междоусобная борьба послужила причиной переселения этнических групп населявших Южное Прибайкалье в Западную Монголию в конце XIII века. Когда в последние десятилетия XIV века образовалось Ойратское ханство этноним «ойрат» уже являлся общим названием союза четырех могущественных этнических групп Северо-Западной Монголии: древних ойратов, найманов, кереитов и баргутов.

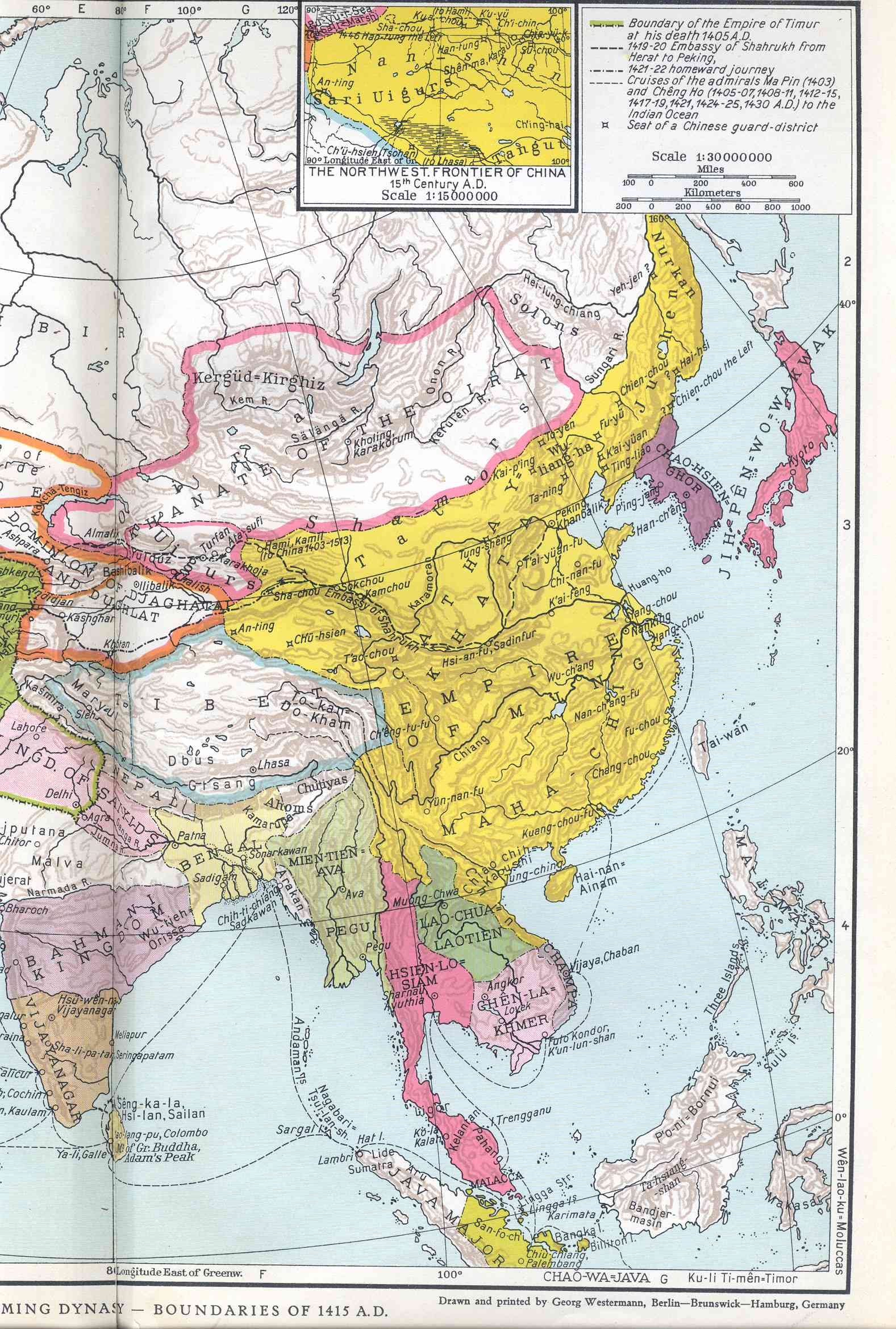
Империя Мин в период правления Юнлэ (1402—1424)

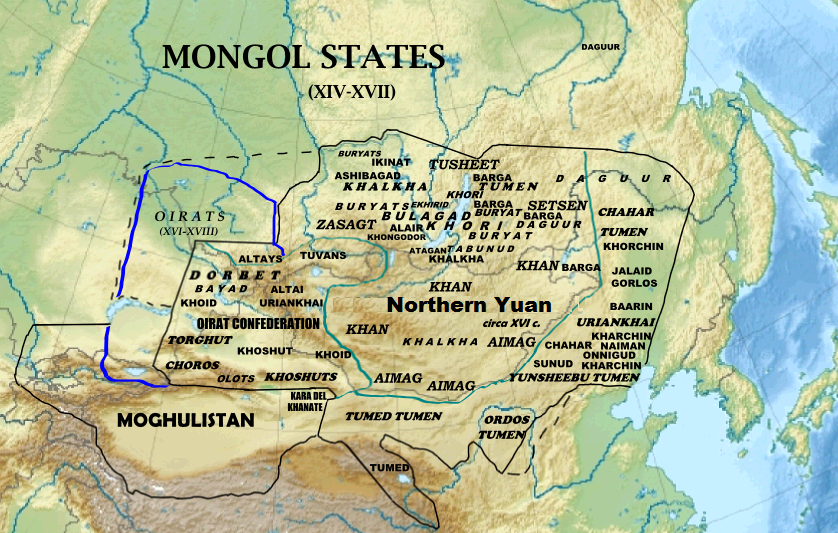
Монгольские государства XIV—XVII вв. Монгольский каганат, Ойратское ханство и Могулистан

В 1438 году войска Тогон-тайши и Тайсун-хан заново объединили Монголию. Формально ханом был Тайсун, но настоящая власть была в руках Тогона. Именно в период его правления у ойратов укрепились 4 тумена: олёты, баатуды, хойты, кэрнэгуды. Баатудский тумен управлялся главами баргутского отока. После его смерти в 1439 году Монголией фактически стал управлять его сын Эсэн.
В 1449 году в ответ на прекращение торговли Китаем Эсэн объявил им войну. Двадцатитысячная монгольская армия разделившись на 3 части вступила на территорию Китая. Эсэн во главе главных сил продвигался в направлении Датуна, его министр Алаг-Тэмур-чинсанг, который происходил из баргутского отока и был главой баатудов и правого крыла ойратов, — в направлении Сюаньхуа (опорный пункт в пограничном районе на полпути между Пекином и Датуном). Эти две группы, соединившись, окружили город Чичэн. Тайсун-хан двигался в восточном направлении и вторгся в провинцию Ляодун. Вскоре китайские войска потерпели сокрушительное поражение при Туму.
В 1451 г. между Эсэном и Тайсун-ханом начался военный конфликт. Второй вскоре проиграл и был убит, после чего Эсэн провозгласил себя великим ханом. В 1455 г. против него подняли мятеж Алаг-Тэмур-чинсанг и Тэмур-чинсанг, крупные феодалы, стоявшие во главе правого и левого крыла, недовольные тем, что он вместо одного из них назначил на пост тайши своего сына. В монгольских летописях сохранилось высказывание приписываемое одному из них: «Благодаря храбрости Алаг Тэмура, твердому стремлению Хатан Тэмура и ловкости Абдура Сэчэна ты стал хаганом, захватив обе державы — и монголов и ойратов. Да! Разве одной своей силой смог бы ты это сделать?». Вскоре войска Эсэна были разбиты войсками Алаг-Тэмур-чинсанга и Тэмур-чинсанга, сам он был вынужден, бросив свою семью и имущество, спасаться бегством, во время которого и был убит.
Воспользовавшись междоусобицей между ойратами восточные монголы возвели на трон великого хана младшего сына Тайсун-хана Махагургиса и вступили в вооружённый конфликт с ними. В 1455 году ойраты во главе с Алаг-Тэмуром были разбиты восточными монголами. Через несколько месяцев ойраты потерпели ещё одно поражение, после которого Алаг-Тэмур был убит, а его подданные баатуды подверглись разгрому.
Во второй половине XV в. ойратские кочевые группировки, спасаясь от внутренней смуты и нападений со стороны восточномонгольских правителей, часто покидали пределы Западной Монголии и искали себе убежище в Хами. В 1460 г. Бэгирсэн-тайши (Бэг-Арслан-тайши) прикочевал к озеру Баркуль на севере Хами вместе с 40 тысячами своих подданных и вскоре смог подчинить своей власти уйгуров и ойратов, переселившихся сюда ранее. В 1469 году к нему присоединилась ещё одна крупная группа ойратов, после чего Бэгирсэн вместе со своим улусом откочевал на восток, присоединившись со своими людьми к юншиэбускому тумену (см. юншиэбуский тумен). Через некоторое время он занял место главы юншиэбу, перед этим изгнав прежнего. В 1475 году Бэгирсэн вместе с Баянмункэ-болоху-джиноном (его сын в будущем станет Даян-ханом) возвели Мандуула на трон великого хана, пустовавший до этого в течение 10 лет, и отдали в его управление чахарский тумен. Воссев на престол, Мандуул-хан начал укреплять власть великого хана. Он вместе с Бэгирсэном напал на ордосский тумен, возглавляемый Баянмункэ-болоху-джиноном. Вскоре ордосцы проиграли сражение, после которого убегавший Болоху-джинон был пойман и убит сыном Алаг-Тэмур-чинсанга Манглаем-ахалаху. В 1479 году Мандуул-хан, Исмаил (родственник Бэгирсэна) и Тулугэн-нойон (правитель тумэдов) напали на юншиэбу и убили Бэгирсэна, отдав после этого его тумен Исмаилу. Позднее, в том же году, Мандуул-хан умер, престол великого хана занял Бату-мункэ Даян-хан. В 1483 году Даян-хан и Мандухай-хатун напали на Исмаил-тайши, вынудив его бежать в Хами вместе со своим туменом. В 1486 году Исмаил-тайши был окончательно разбит, подчиненные ему юншиэбу и часть ойратов были переҫелены обратно. В 1495 году Ибарай-тайши, внук ойратского Эсэна-тайши, был поставлен Даян-ханом правителем юншиэбуского тумена. В 1508 году тумены правого крыла (юншиэбу, ордос, тумэд) восстали против Даян-хана, начавшего ставить на высшие посты своих сыновей. Через два года восстание было подавлено, после чего Даян-хан окончательно отобрал у неборджигинов наследственное право управлять туменами и отоками. Уцелевшие после восстания отоки юншиэбуского тумена стали личными улусами потомков Даян-хана. Баргуты были отданы Убасанджи-чин-тайджи, сыну Даян-хана от его третьей жены Гуши-хатун, так как его мать являлась дочкой Манглай-ахалаху и соответственно внучкой Алаг-Тэмур-чинсанга. В 1530—1540-е годы баргуты под его предводительством известны как «сильное племя». В 1543 г. они упоминаются в сочинении «О северных делах» в связи с войной, которую они вели с урянхайским туменом. О них сообщается следующее: «Монголы называют их черными монголами. Любят войну и ссориться. Имеют несколько туменов войск. Делают из стали мечи». Почти во всех монгольских источниках упомянуты сыновья Убасандза-чин-тайджи — Тунши и Чанли, но не зафиксированы их потомки. Вероятно, что род их прервался, и подданные стали
улусом потомков Гэрсэндзэ, которые кочевали по соседству. Но это не исключает другую возможность, а именно — насильственный захват улуса потомков Убасандза потомками Гэрсэндзэ.

## 1628—1734 гг.
К первому десятилетию XVII века Русское государство завершило присоединение Западной Сибири и уже с 1627 года начало отправлять отряды для обложения ясаком население Прибайкалья. В 1644 году отряд Василия Колесникова, проникнувший на восточный берег Байкала, был остановлен основной частью баргутов («больших братских людей») и при отходе Колесников решил напасть на «батуринский род», несмотря на то, что тот уже платил ясак казакам. Это явилось причиной восстания «коринцев и батулинцев» и ухода их из Предбайкалья в 1645 году. В 1646 году войска Сэцэн-хана и Тушэту-хана, высланные на помощь восставшему против маньчжуров южномонгольскому княжеству Сунит были разбиты цинскими войсками. В числе войск Сэцэн-хана упоминаются и баргуты, бывшие одним из четырёх его основных отоков.
К 1650 году умер Сэцэн-хан Шолой, после чего в аймаке Сэцэн-ханов начинается смута, воспользовавшись которой на «братских людей и тунгусов» начинают нападать отряды Ивана Галкина, а затем и Василия Колесников. В 1650 году отряд баргутов («братских ясашных Турукая табуна»), численностью около 100 человек, напал на царское посольство во главе с Ерофеем Заболоцким, перепутав его с очередным отрядом казаков, нападавших на улусы Турукая. В результате, часть людей посольства была убита, в том числе и сам Заболоцкий, но оставшаяся продолжила свою миссию, поддавшись на уговоры людей Сэцэн-хана, прибывших сопроводить их. Добравшись до аймака Сэцэн-ханов, послы  встретились с Ахай-хатун, вдовой Шолоя, и Турукай табуном, предложив им принять русское подданство, но не получили ответа. В последующем, они поочередно получили отказы от каждого из них. Так Турукай ответил: «А что де вперед ему, Турукаю, и мугальским людем быть под царьского величества высокою рукою в подданстве и вели[кому] государю служить и прямить и дань с себя и с людей своих давать, тово де наперед [се]во не бывало, и в холопстве де они ни у [кого] не бывали и никому не служивали и дани с себя и с людей своих не да[вы]вали.».
В 1654 году, после нападения на реке Хилок на отряд казаков во главе с Максимом Уразовым, который был отправлен Петром Бекетовым в Енисейский острог с собранным ясаком у эвенков, баргуты ушли в Халху. Вероятно, в 1660-е годы они начали платить ясак Нерчинскому острогу. В 1669 году их насильно увели в свои земли войска Сэцэн-хана, где они упоминаются в трёхречье Аргуни, Хайлара и Гэньхэ в 1670-е годы.
Около 1675 года группа баргутов появилась у Нерчинского острога и попросила пропустить их на свои «породные земли» к Байкалу и Ольхону, но получила отказ. Однако, часть баргутов переселилась туда самовольно, а другая ушла в земли Сэцэн-хана, но вскоре вернулась обратно, так как их прежний сюзерен Даин-контайша, прознав «про новые твои, великого государя, рати, отказал им и откочевал в дальние места и говорил им, что он оборонить их не может». По прибытии в Прибайкалье баргуты столкнулась с тем, что часть их земель была уже занята другими. Так, в 1682 году на западном берегу Байкала (Приольхонье) «коринцами и батуринцами» были вытеснены переселившиеся из Верхоленья эхириты, из-за чего начались долгие тяжбы, завершившиеся только после их делегации к Петру I в начале XVIII века, когда за ними были прикреплены земли к востоку от Байкала.
Ещё одна группа баргутов была упомянута в указе цинского императора Канси от 1682 году в связи набегами на узумчинов, находившихся в его подданстве. В 1688 году джунгарский хан Галдан-Бошогту вторгся в аймак Тушэту-хана, а затем и Сэцэн-хана, что явилось причиной бегства этой группы баргутов в пределы Русского государства. Во время переговоров по заключению Нерчинского договора (1689) «братские мужики из под Нерчинского [острога]», в числе которых были люди «ботороева рода» (предположительно «батуринцы»), перешли на сторону маньчжуров и после подписания договора ушли в район озера Далайнор, но через некоторое время группа в 200 юрт вернулась обратҥо. Вероятно, оставшиеся возле Далайнора баргуты стали основой старых баргутов.
В 1692 году ещё одна часть баргутов ушла в восточную часть Халхи, которая к этому моменту являлась уже частью империи Цин. В 1729 году цинский император Юнчжэн решил возобновить военные действия против ойратов, что повлекло за собой увеличение податей. С 1730 по 1734 год баргуты, которых хотели «поголовно с жёнами и с детьми ... выслать в войско против Контайши», многократно уходили из аймака Сэцэн-ханов на территорию Российской империи, откуда их, как правило, в силу различных договоров с Цинской империей выдворяли обратно в Халху. В 1734 году практически все из них, из-за сложившегося «особого отношения» к ним халхов, были вынуждены уйти в Хулун-Буир, где они стали составной частью восьмизнамённой системы маньчжуров под названием новых баргутов. Оставшаяся в Российской империи часть баргутов впоследствии стала хори-бурятами, а также, отчасти, участвовала в формировании баргузинских и других этнотерриториальных групп бурят.